# Seeshaupt
Seeshaupt é um município da Alemanha, situado no distrito de Weilheim-Schongau, no estado da Baviera. Tem 29,97 km² de área, e sua população em 2019 foi estimada em 3.253 habitantes.